# Borek, Jičín
Borek là một làng thuộc huyện Jičín, vùng Královéhradecký, Cộng hòa Séc.